# ليوبولدو فرنانديز
ليوبولدو فرنانديز (بالإسبانية: Leopoldo Fernández)‏ هو سياسي بوليفي، ولد في 22 مايو 1952 في كوبيخا في بوليفيا. حزبياً، نشط في القوة الإجتماعية والديمقراطية.